# Siri de Ramos
Grêmio Recreativo Escola de Samba Siri de Ramos é uma escola de samba da cidade do Rio de Janeiro, sendo localizado no bairro da Maré, mais precisamente na Comunidade Roquete Pinto, próximo do Piscinão.
Suas cores são o verde e o branco, as mesmas da escola madrinha, a Imperatriz Leopoldinense.

## História
O Siri de Ramos (ex-Boca de Siri)  foi fundado no dia 7 de dezembro de 1979, como bloco. Mais tarde filiou-se à Federação dos Blocos, sempre participando de festas no Piscinão.
Mestre Beto, ex-diretor de bateria da Imperatriz Leopoldinense, é considerado figura importante do bloco, que foi campeão por cinco anos consecutivos, vencendo o Grupo 2 dos blocos em 2006, e o grupo um entre 2007 e 2010.
Em 2011, o Boca de Siri, com o enredo Doce infância, sagrou-se pentacampeão do Grupo 1 dos blocos de enredo, sendo o primeiro bloco a se transformar em escola de samba automaticamente, sem passar por avaliação. Após isso, pensou-se em mudar de nome, para Acadêmicos de Ramos, o que no entanto foi rechaçado pela diretoria que decidiu continuar com o mesmo nome. já no seu primeiro ano, sagrou-se levantou mais um título, agora do Grupo de acesso E, num enredo sobre as mulheres. no ano de 2013, depois de vários anos consecutivos ganhando, dessa vez o Boca de Siri não levou mais um caneco. onde apresentou nesse ano, o enredo sobre Xingú.
Depois do carnaval 2018, sua decidiu mudar o nome da agremiação, passando de "Boca de Siri" para "Siri de Ramos", no ano em que estreou na terceira divisão do Carnaval Carioca. Após o Carnaval de 2019, foi uma das escolas fundadoras da liga LIVRES.

## Segmentos
- Commons

### Presidentes
| Nome                      | Mandato      | Ref.        |
| ------------------------- | ------------ | ----------- |
| Edivaldo Oliveira "Vadão" | ?-atualidade | [ 8 ] [ 9 ] |

### Diretores
| Ano       | Diretor de Carnaval       | Diretor geral de harmonia | Mestre de bateria | Ref.   |
| --------- | ------------------------- | ------------------------- | ----------------- | ------ |
| 2013–2014 | Edivaldo Oliveira "Vadão" | Tonny                     | Beto              | [ 10 ] |
| 2015      | Edivaldo Oliveira "Vadão" | Edivaldo Oliveira "Vadão" | Beto              | [ 11 ] |
| 2019      | Nei Costa                 | Uilian                    | Beto              |        |
| 2020      | Nei Costa                 | Uilian                    | Gláucio Duque     | [ 9 ]  |

### Intérpretes
| Período       | Intérprete oficial   | Referência |
| ------------- | -------------------- | ---------- |
| 2006–2015     | Jefão                | [ 12 ]     |
| 2016          | Taroba               |            |
| 2017          | Jefão                |            |
| 2018          | Alexandre D'Mendes   |            |
| 2019–presente | Jean Cláudio e Jefão | [ 9 ]      |

### Coreógrafos
| Ano  | Nome               | Ref.   |
| ---- | ------------------ | ------ |
| 2012 | Wanderson Oliveira | [ 13 ] |
| 2014 | Wanderson Frattine |        |
| 2019 | Thiago Fagundes    |        |

### Casal de Mestre-sala e Porta-bandeira
| Ano         | Nome                           | Ref.   |
| ----------- | ------------------------------ | ------ |
| 2014        | Gutierrez e Lohane             |        |
| 2015        | Marcos Antônio e Glaucia Paiva | [ 12 ] |
| 2016        | Maycon e Larissa Vitória       |        |
| 2018        | Diego Lucas e Thainara         |        |
| 2019 - 2020 | Diego Lucas e Monalisa Mendes  | [ 9 ]  |
| 2021        |                                |        |

### Corte de Bateria
| Ano       | Rainha         | Ref.   |
| --------- | -------------- | ------ |
| 2012      | Meiry Ellen    |        |
| 2013–2016 | Carmem Montego | [ 14 ] |
| 2017-2020 | Nanda Marquez  | [ 9 ]  |

## Carnavais
| Ano | Colocação | Divisão | Enredo | Carnavalesco | Ref.          |
| --- | --- | --- | --- | --- | ------------- |
| 2003 | 3° Lugar | Grupo Avaliação (Blocos)                                                                                              | | | [ 15 ]        |
| 2004 | Campeão | Grupo 3 (Blocos) | | | [ 16 ]        |
| 2005 | 3° Lugar | Grupo 2 (Blocos) | | | [ 17 ]        |
| 2006 | Campeão | Grupo 2 (Blocos) | "Canto a Dicró, sua praia é Ramos" | Valério Guidinelle | [ 18 ]        |
| 2007 | Campeão | Grupo 1 (Blocos) | "Amazônia – Verde que te quem verde, Verde quete quem ver-te" (Samba-enredo composto por Laércio, Marcello Lopes, Pardal, Bete Palavrão e Toti) | Valério Guidinelle | [ 19 ] [ 20 ] |
| 2008 | Campeão | Grupo 1 (Blocos) | "Zumbi dos Palmares, o líder negro de todas as raças" | Valério Guidinelle | [ 21 ] [ 22 ] |
| 2009 | Campeão | Grupo 1 (Blocos) | "Luiz Gonzaga do povo" | Valério Guidinelle | [ 23 ] [ 24 ] |
| 2010 | Campeão | Grupo 1 (Blocos) | "Jorge Guerreiro" | Valério Guidinelle | [ 25 ] [ 26 ] |
| 2011 | Campeão | Grupo 1 (Blocos) | "Doce infância" | Valério Guidinelle | [ 27 ] [ 28 ] |
| 2012 | Campeã | Grupo E (sexta divisão)                                                                                               | "Personalidade mulher" (Samba-enredo composto por Laércio, Naldo, Pc do repique, Mauricio do Pandeiro, Toti e Fernando de Lima) | Valério Guidinelle | [ 29 ] [ 30 ] |
| 2013 | 6.º Lugar | Grupo C (quarta divisão)                                                                                              | "Brasil, território Xingú" | Valério Guidinelle | [ 31 ]        |
| 2014 | 9.º Lugar | Grupo C (quarta divisão)                                                                                              | "Tem futebol no país do Carnaval!" | Valério Guidinelle e Renato Bandeira                                                                                  | [ 32 ]        |
| 2015 | 8.º Lugar | Série C (quarta divisão)                                                                                              | "Da praia de Maria Angu ao Piscinão de Ramos!" (Samba-enredo composto por Édson Silva “Edinho”, Lucas Moreno, Claudinho do Pagode, Licinho, Diego Martins e Canindé)                                                                                      | Valério Guidinelle | [ 12 ]        |
| 2016 | 5.º Lugar | Série C (quarta divisão)                                                                                              | "Do reino das Yabás... As candaces e a riqueza cultural do Brasil!" | Valério Guidinelle | [ 33 ]        |
| 2017 | 5.º Lugar | Série C (quarta divisão)                                                                                              | "Brincar carnaval é…" | Valério Guidinelle |               |
| 2018 | Vice-campeã | Série C (quarta divisão)                                                                                              | "Vamos falar de índios " | Eduardo Pinho | [ 34 ]        |
| 2019 | 9.º Lugar | Série B (terceira divisão)                                                                                            | "A Soberana Ordem dos Barões – Os Caminhos te Conduzem à Leopoldina" | Mateus Medeiros e Monica Cabull                                                                                       | [ 35 ]        |
| 2020 | 4.º Lugar | LIVRES (terceira divisão alternativa)                                                                                 | "Ganga Zumba, a dinastia de um guerreiro" | Mateus Medeiros e Monica Cabull                                                                                       | [ 36 ] [ 9 ]  |
| Inicialmente adiados para o mês de julho, os desfiles do Carnaval 2021 foram cancelados devido a pandemia de Covid-19 | Inicialmente adiados para o mês de julho, os desfiles do Carnaval 2021 foram cancelados devido a pandemia de Covid-19 | Inicialmente adiados para o mês de julho, os desfiles do Carnaval 2021 foram cancelados devido a pandemia de Covid-19 | Inicialmente adiados para o mês de julho, os desfiles do Carnaval 2021 foram cancelados devido a pandemia de Covid-19 | Inicialmente adiados para o mês de julho, os desfiles do Carnaval 2021 foram cancelados devido a pandemia de Covid-19 | [ 37 ]        |
| 2022 | 9.º Lugar | LIVRES (Grupo B) | "Entre percussão, coração e a coroa que te rege, Mestre Beto é nota 10"Compositores: Maurício do Pandeiro, PC do Repique, Laércio França, Naldo da Portela, PC Bombinha, Maurício Juliano & Fernando de Lima. Participação Especial: Marcelinho Peregrino | Valério Guindinelli                                                                                                   | [ 38 ]        |
| 2023 | 5.º Lugar | LIVRES (Grupo B) | Personalidade Mulher | | [ 39 ] [ 40 ] |
| 2024 | 8.º Lugar | Série Bronze (Sábado) (Quarta divisão)                                                                                | Doce Infância | Alexandre Costa, Marcus do Val e Lino Sales                                                                           | [ 41 ]        |
| 2025 | Vice-campeã | Série Bronze (Sábado) (Quarta divisão)                                                                                | Sons e Ritmos da Capital da Encantaria | |               |
| 2026 | | Série Prata (Terceira divisão)                                                                                        | | |               |

## Títulos
| Divisão                          | Divisão       | Títulos | Carnavais |
| link=Ficheiro:Trophy(transp).png | Sexta Divisão | 1       | 2012      |

## Premiações
Prêmios recebidos pelo GRES Siri de Ramos.
| Ano  | Prêmio              | Categoria / premiados                                                                       | Divisão | Ref.   |
| ---- | ------------------- | ------------------------------------------------------------------------------------------- | ------- | ------ |
| 2012 | Troféu Jorge Lafond | Campeã do Grupo E                                                                           | Grupo E | [ 42 ] |
| 2012 | Plumas & Paetês     | Compositores (Laércio, Naldo, PC do Repique, Mauricio do Pandeiro, Toti e Fernando de Lima) | Grupo E | [ 43 ] |
| 2012 | Plumas & Paetês     | Coreógrafo (Wanderson Oliveira)                                                             | Grupo E | [ 43 ] |
| 2012 | Plumas & Paetês     | Diretor de carnaval (Edvaldo Pereira de Oliveira)                                           | Grupo E | [ 43 ] |
| 2013 | Plumas & Paetês     | Carnavalesco (Valério Guidinelle)                                                           | Série C | [ 44 ] |
| 2013 | Plumas & Paetês     | Pesquisador (Valério Guidinelle)                                                            | Série C | [ 44 ] |
| 2019 | Samba na Veia       | Melhor Alegoria (Carnavalesco: Mateus Medeiros)                                             | Série B |        |